# روبرت ألوين هيوز
روبرت ألوين هيوز (بالإنجليزية: Robert Alwyn Hughes)‏ هو رسام بريطاني، ولد في 1935 في Dowlais ‏ في المملكة المتحدة.